# Arne Berg
Axel Arne Berg, född 3 december 1909 i Ösmo, död 15 februari 1997 i Årsta, var en svensk cyklist.
Han blev olympisk bronsmedaljör i lag i Los Angeles 1932. Arne Berg deltog också i OS 1936 i Berlin där han  blev bäste svensk och var med i stora klungan in i mål och  blev 16:e man, tre sekunder efter segraren. Berg tog mellan åren 1931 sex SM-guld, varav ett individuellt (100 km 1931) och 1933 stod han som överlägsen segrare i Sexdagarsloppet. År 1934 blev han nordisk mästare.
Han belönades dessutom med hederstecknet Stora Grabbars märke 1939.
Efter karriären jobbade han som motormekaniker. Arne Berg är begravd på Skogskyrkogården i Stockholm.